# Éric Beugnot
Éric Beugnot (ur. 22 marca 1955 w Clironie) – francuski koszykarz, występujący na pozycjach rzucającego obrońcy lub niskiego skrzydłowego, reprezentant kraju, olimpijczyk.
Jego ojciec Jean-Paul i młodszy brat Gregor byli także koszykarzami kadry Francji.

## Osiągnięcia
Na podstawie
, o ile nie zaznaczono inaczej.

### Drużynowe
- Mistrz:
  - Francji (1978, 1979, 1982)
  - II ligi francuskiej Nationale 1B (1991)
- Wicemistrz Francji (1974, 1980, 1981, 1983)
- Uczestnik międzynarodowych rozgrywek pucharu:
  - Europy Mistrzów Krajowych (1978–1980, 1982/1983)
  - Europy Zdobywców Pucharów (1974/1975, 1980–1982, 1986/1987)
  - Koracia (1975–1978, 1983/1984, 1987/1988, 1991/1992)

### Indywidualne
- Uczestnik meczu gwiazd:
  - FIBA All-Star Game (1981 – 2x)
  - ligi francuskiej (1983, 1984, 1986, 1987, 1988)
- Zaliczony do:
  - Galerii Sław Francuskiej Koszykówki (2010)
  - I składu defensywnego ligi francuskiej (1986, 1987, 1988)

### Reprezentacja
Seniorska
- Wicemistrz igrzysk śródziemnomorskich (1975)
- Uczestnik:
  - igrzysk olimpijskich (1984 – 11. miejsce)[5][6]
  - mistrzostw:
    - świata (1986 – 13. miejsce)[7]
    - Europy (1977 – 11. miejsce, 1979 – 8. miejsce, 1981 – 8. miejsce, 1983 – 5. miejsce, 1987 – 9. miejsce)[8][9][10][11][12]

  - kwalifikacji olimpijskich (1980 – 4. miejsce, 1984 – 3. miejsce)[13][14]

Młodzieżowe
- Uczestnik mistrzostw Europy:
  - U–18 (1972 – 6. miejsce, 1974 – 8. miejsce)[15][16]
  - U–16 (1971 – 7. miejsce)[17]